# Chanībeh-ye Yek
Chanībeh-ye Yek (persiska: چنیبه یک) är en ort i Iran.   Den ligger i provinsen Khuzestan, i den centrala delen av landet, 500 km sydväst om huvudstaden Teheran. Chanībeh-ye Yek ligger 26 meter över havet och antalet invånare är 242.
Terrängen runt Chanībeh-ye Yek är mycket platt. Runt Chanībeh-ye Yek är det ganska tätbefolkat, med 144 invånare per kvadratkilometer. Närmaste större samhälle är Yekāvīyeh-ye Yek, 4,5 km söder om Chanībeh-ye Yek. Trakten runt Chanībeh-ye Yek består till största delen av jordbruksmark.